# Kajetan Nagurski
Kajetan Nagurski herbu własnego (zm. w 1802 roku) – chorąży szawelski w latach 1792-1794, członek Rady Narodowej Litewskiej w 1794 roku.